# Мкабба (футбольный клуб)
«Мкабба» — мальтийский футбольный клуб из одноимённого города. В сезоне 2011/12 выступает в  мальтийской Премьер-лиге, сильнейшем дивизионе страны. Клуб основан в 1957 году, домашние матчи проводит на стадионе «Та'Кали», вмещающем 17 000 зрителей. До сезона 2011/12 в Премьер-лиге провёл 4 сезона, дебютным из которых был сезон 1985/86, в том же сезоне клуб добился своего наивысшего результата в чемпионатах Мальты, заняв 8-е место. Примечательно что «Мкабба» ни разу не провела в высшем дивизионе два сезона подряд, вылетая в низший дивизион после каждого сезона проведённого в Премьер-лиге. Лучшим результатом клуба в Кубке Мальты является выход в 1/4 финала в сезоне 2004/05.

## Достижения
- Первая лига:
  - Чемпион (1): 1990/91.
  - Вице-чемпион (4): 1984/85, 1992/93, 2006/07, 2010/11.

## Известные игроки
- Эдвард Дарманин
- Джесмонд Делиа
- Боян Мамич

## Известные тренеры
- Джимми Бриффа
- Джой Фальзон